# 緑 (北本市)
緑（みどり）は、埼玉県北本市の町名。一〜四丁目が存在する。三〜四丁目は2016年（平成28年）の区画整理で発足した新しい町名。郵便番号は364-0032。

## 地理
北本市の中南部、地区の東側に高崎線の線路が並走している。地区内には北本消防署や住宅団地が多くある。緑一、二丁目の北部は北本駅や北本市役所まで徒歩圏内。解脱会の御霊地や緑地があり、緑が多く残されている。

## 歴史
- 1889年（明治22年）[6]4月1日 - 町村制施行。下石戸上村・下石戸下村・石戸宿村・荒井村・高尾村が合併し、石戸村になる。
- 1943年（昭和18年）[7]2月11日 - 中丸村と石戸村が合併、北足立郡北本宿村になる。
- 1959年（昭和34年）[8]11月3日 - 町制施行に伴い、名称変更。北本宿村から北本町になる。
- 1971年（昭和46年）11月3日 - 市制施行[8]。
- 1985年（昭和60年）3月1日 - 大字北本宿、下石戸下の各一部より緑一丁目、二丁目が成立する[9]。
- 2016年（平成28年）8月1日 - 第15次北本市地名地番整備事業により、大字下石戸下・下石戸上・北本宿の各一部から緑三丁目、四丁目が成立[10]。

## 旧町名
| 現町名   | 旧町名                                              | 備考 |
| -------- | --------------------------------------------------- | ---- |
| 緑三丁目 | 北本宿182〜196、200〜218番地 下石戸下1560〜1600番地 |      |
| 緑四丁目 | 北本宿80、115〜169番地 下石戸下1540〜1549番地       |      |

## 世帯数と人口
2017年（平成29年）3月31日現在の世帯数と人口は以下の通りである。
| 丁目     | 世帯数    | 人口    |
| -------- | --------- | ------- |
| 緑一丁目 | 186世帯   | 452人   |
| 緑二丁目 | 307世帯   | 753人   |
| 緑三丁目 | 257世帯   | 676人   |
| 緑四丁目 | 365世帯   | 834人   |
| 計       | 1,115世帯 | 2,715人 |

## 小・中学校の学区
市立小・中学校に通う場合、学区は以下の通りとなる。
| 丁目     | 番地 | 小学校           | 中学校             |
| -------- | ---- | ---------------- | ------------------ |
| 緑一丁目 | 全域 | 北本市立南小学校 | 北本市立北本中学校 |
| 緑二丁目 | 全域 | 北本市立南小学校 | 北本市立北本中学校 |
| 緑三丁目 | 全域 | 北本市立南小学校 | 北本市立北本中学校 |
| 緑四丁目 | 全域 | 北本市立南小学校 | 北本市立北本中学校 |

## 交通
- 鉄道
  - 高崎線北本駅
- 道路
  - 埼玉県道312号下石戸上菖蒲線
- 路線バス
  - 丸建自動車
北本駅西口 - 福音診療所入口 - 南団地南 - 北本温泉湯楽の里前 - 二ツ家 - 中丸一丁目 - 北本駅東口[12]

## 地区内の施設
北側に隣接する中央地区とともに解脱会の関連施設がある。
一丁目
- 北本郵便局
- 解脱会御霊地[4]
- 解脱会館
- 緑一丁目公園

二丁目
- 解脱金剛記念館・解脱金剛宝物館
- NTT北本

三丁目
- 北本消防署
- 北本宿緑地公園
- 北本市立南小学校
- みなみの森保育園

四丁目
- 群羊会福音診療所、南福音診療所
- 市立教育センター
- 下原公園
- 下原第三公園